# 임동주
임동주(林東珠, 1965년 1월 14일 ~ )은 대한민국 인천광역시의회 의원이다.

## 학력
- 송원대학교 비즈니스마케팅과 졸업

## 경력
- 가좌청년회 총회장
- 한나라당 인천광역시당 재정위원회 부위원장
- 한나라당 인천광역시당 부위원장
- 2007.04 ~ 2010.06: 제5대 인천광역시 서구의회 의원
- 더불어민주당 인천광역시당 정책위원
- 2018.07 ~ 2022.06: 제8대 인천광역시의회 의원

## 역대 선거 결과
|  | 21.26% |

|  | 50.11% |

|  | 19.99% |

|  | 53.65% |

|  | 46.33% |